# L'Agriculture drômoise
L’Agriculture drômoise est un hebdomadaire agricole et rural. Le journal retrace chaque semaine l'actualité agricole (grandes cultures, élevage, vins, ppam, machinisme, etc.) et rurale du département de la Drôme. Son siège social est implanté à Bourg-lès-Valence (Drôme).

## Historique
L’Agriculture drômoise a été fondé en juin 1952. Il prend la suite d'un bulletin syndical baptisé "La Voix des villages".
Au rythme d'un journal par mois, puis d'un par quinzaine, il est devenu un hebdomadaire le 8 novembre 1984.
Le journal est adhérent au Syndicat national de la presse agricole et rurale.

## Maquette
Le premier numéro de L’Agriculture Drômoise paraît donc en juin 1952. En novembre 1953, le journal change de logo et de format.
Un nouveau logo est adopté le 15 janvier 1958. Le rouge fait son apparition, c'est lors de cette période que le journal devient d'ailleurs bimensuel.
Le format actuel (tabloïd) est pour sa part adopté le 26 avril 1972.
Le 15 octobre 1998 sont adoptés un nouveau logo et une nouvelle Une tout en couleur. En outre, la présentation du journal est rajeunie.
Le 24 février 2011, le journal se dote d'un nouveau logo et d'une nouvelle maquette, organisée en trois séquences (le fil de l'actualité, pratique, technique & économie). Un nouveau logotype est également adopté en janvier 2018.